# سلامة الخاطري
سلامة راشد الخاطري (من مواليد 2001) هي رياضية بارالمبية وراكبة دراجات إماراتية محترفة، وهي لاعبة منتخبي الإمارات للدراجات الهوائية واليدوية، وللريشة الطائرة. وتعدّ أول لاعبة إماراتية من ذوي الهمم في رياضة الدراجات الهوائية. وهي أيضاً نائبة رئيس مجلس اللاعبين البارالمبي الآسيوي منذ نوفمبر 2023م.

## مسارها
كانت بدايتها في عالم الرياضة عن طريق البطولات المدرسية، حيث توجّهت في البداية إلى رياضة الريشة الطائرة، ثم انضمّت لاحقاً في عام 2017م إلى نادي دبي لأصحاب الهمم، وبعد تحقيقها مجموعة من النتائج المتميّزة محلياً، تم استدعائها عام 2018م من طرف المنتخب الوطني للريشة الطائرة، لتبدأ مسارها الاحترافي، بتمثيلها دولة الإمارات في العديد من البطولات القارية والدولية، بما فيها: مشاركاتها في بطولة آسيا للشباب، وبطولة فزاع الدولية للريشة الطائرة، كما حصدت العديد من الألقاب المحلية
وبعد ذلك توجّهت الخاطري إلى رياضة الدراجات الهوائية، وبدأت ممارستها بشكلٍ احترافي، لتنضمّ إلى المنتخب الإماراتي للدراجات الهوائية واليدوية، وكانت مشاركتها الدولية الأولى خلال شهر يونيو 2023م، وذلك في بطولة آسيا 2023 بتايلاند، حيث فازت بالميدالية الذهبية للبطولة في سباق الفردي ضد الساعة لمسافة 15كلم. كما شاركت أيضاً في بطولة العالم للدراجات الهوائية، خلال دورتين متتاليتين، الأولى في بطولة العالم للدراجات الهوائية 2023 بـإيطاليا، والثانية خلال بطولة العالم للدراجات الهوائية 2024 بـبريطانيا. وبهذه المشاركات أصبحت سلامة الخاطري أول إماراتية في مجال رياضة الدراجات الهوائية من فئة ذوي الهمم، كما أصبحت أول دراجة إماراتية تشارك في بطولة العالم للدراجات، وأول خليجية تحصد لقباً دولياً في فئتها. وفي شهر يونيو 2024م، شاركت الخاطري في منافسات بطولة آسيا البارالمبية للدراجات 2024 في ألماتي بـكازاخستان، حيث فازت بالميدالية الذهبية لسباق فئة C5 للإناث.